# Ivan Carevič

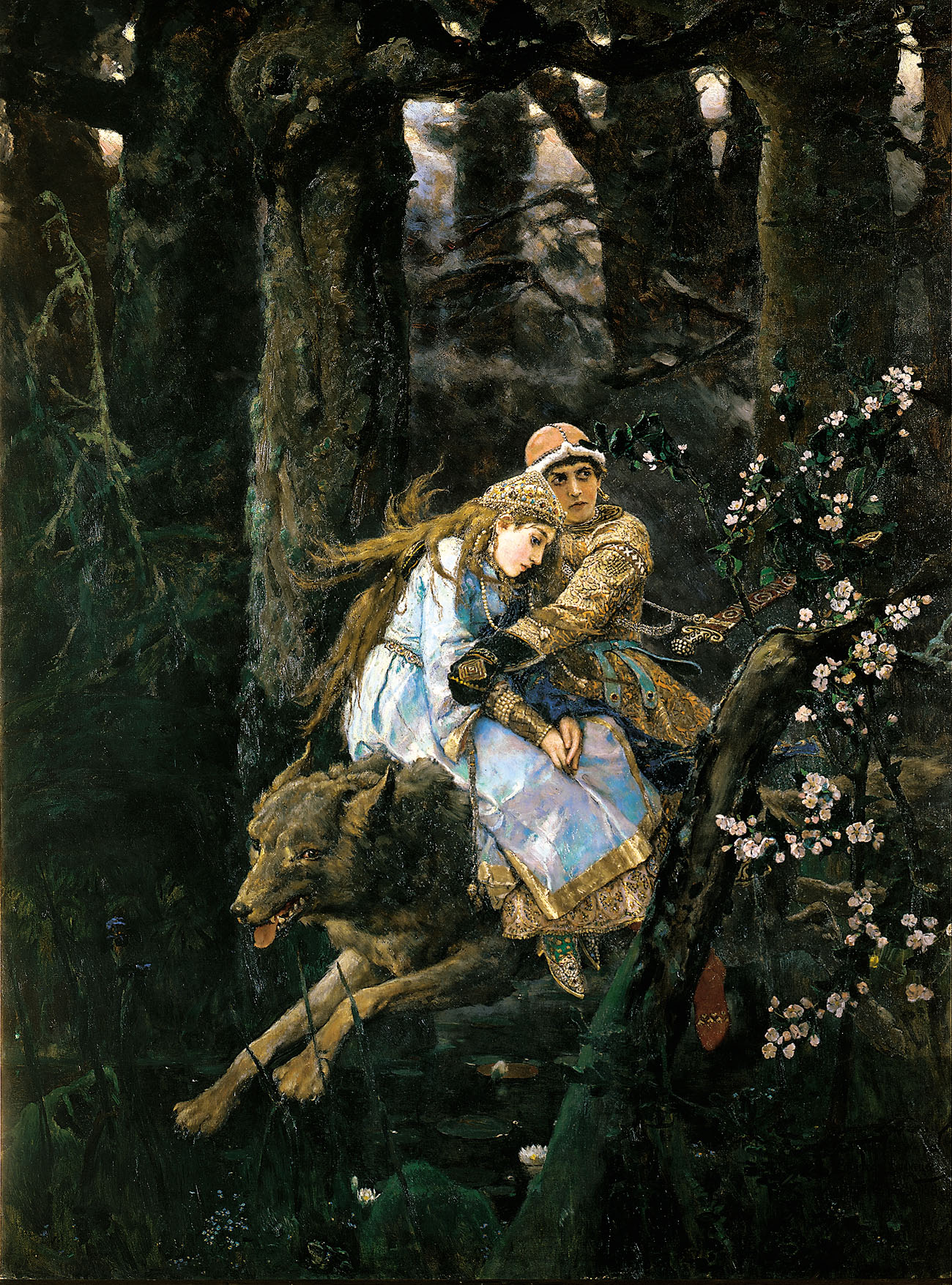
Viktor Vasněcov : Ivan Carevič jedoucí na šedém vlku

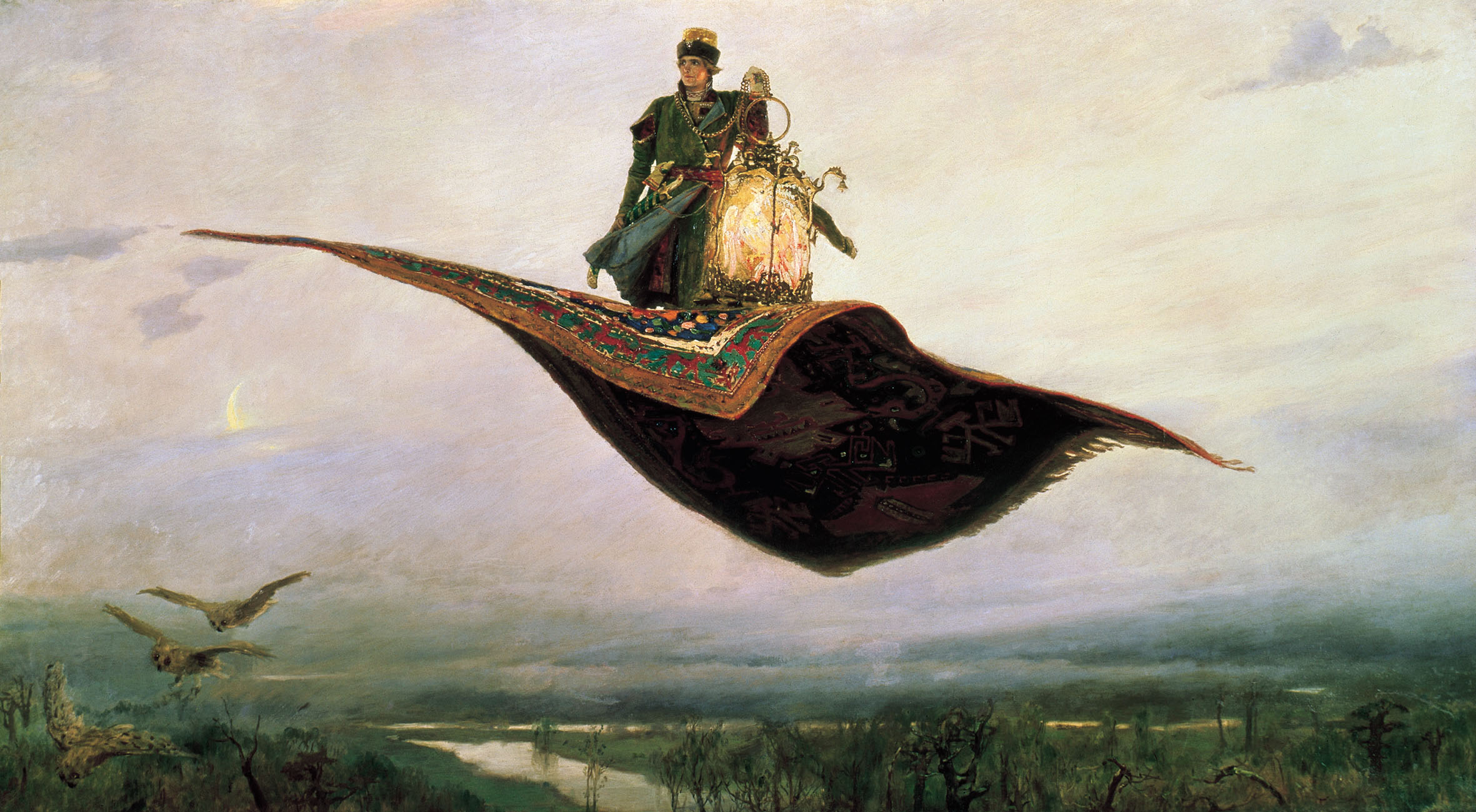
Ivan Carevič a Pták Ohnivák v kleci na létajícím koberci

Ivan Carevič (rusky Иван Царевич nebo Иван-царевич) je jedním z mnoha hrdinů ruského folklóru, obvykle pozitivní hrdina. Je nejčastěji, ale ne vždy, zobrazován jako nejmladší syn ze tří. Jeho bratři se jmenují Pjotr, Dimitrij, Fjodor nebo Vasil. Někdy má i sestry, například Marju, Olgu a Annu). V povídce "Tři království" je synem Nataši-Zlatý cop. Jiné legendy, například Ivan Carevič, Pták Ohnivák a šedý vlk, Moudrá Vasilisa nebo Marja Morevna zobrazují Ivana s různými manželkami. Ivan je někdy popisován s kouzelnými schopnostmi a mečem. Často je zmiňován ve spojitosti s Kostějem Nesmrtelným, když hledá svou Kostějem unesenou nevěstu; přemoci Kostěje pomáhá Ivanovi Baba Jaga.

## Pohádky o Ivanu Careviči
- "Tři království"
- Ivan Carevič, Pták Ohnivák a šedý vlk (Jelena Překrásná)
- Mořský car a Moudrá Vasilisa
- Marja Morevna (Kostěj Nesmrtelný)
- Žába carevna
- Pohádka o jablcích mládí a živé vodě